# John Vernon
Pour les articles homonymes, voir Vernon.
John Vernon, né le 24 février 1932 à Zehner au Canada et mort le 1er février 2005 à Los Angeles (États-Unis), est un acteur et producteur de cinéma canadien.

## Filmographie

### Comme acteur
- 1956 : 1984 : Big Brother (voix)
- 1957 : The Harvest
- 1962 : Georges-Étienne Cartier: The Lion of Québec
- 1962 : Alexander Galt: The Stubborn Idealist : Alexander Tilloch Galt
- 1964 : John Cabot: A Man of the Renaissance : John Cabot
- 1964 : Départ sans adieux (Nobody Waved Good-bye): le gérant du parking
- 1966 : Wojeck (série télévisée) : Dr. Steve Wojeck
- 1966 : Once Upon a Prime Time
- 1966 : The Marvel Super-Heroes (série télévisée, voix) :
  - Iron Man : Iron Man/Tony Stark ;
  - Sub-Mariner (The Sub-Mariner) : Namor ;
  - Hulk : Major Glenn Talbot ;
  - Captain America : Iron Man/Tony Stark.
- 1967 : Le Point de non-retour (Point Blank)  : Mal Reese
- 1969 : Trial Run (TV) : Leo D'Agosta
- 1969 : Justine de George Cukor : Nessim
- 1969 : L'Étau (Topaz) : Rico Parra
- 1969 : Tell Them Willie Boy Is Here : George Hacker
- 1971 : Escape (TV) : Charles Walding
- 1971 : Le Dernier Train pour Frisco (One More Train to Rob) d'Andrew V. McLaglen : Timothy X. Nolan
- 1971 : Face-Off : Fred Wares
- 1971 : L'Inspecteur Harry (Dirty Harry) : The Mayor
- 1972 : Fear Is the Key : Vyland
- 1972 : Journey : Boulder Allin
- 1972 : Cool Million (TV) : Inspector Duprez
- 1973 : Hunter (en) (TV) : David Hunter / Praetorius
- 1973 : Tuez Charley Varrick ! (Charley Varrick) : Maynard Boyle
- 1973 : The Six Million Dollar Man: Solid Gold Kidnapping (TV) : Julian Peck
- 1974 : The Questor Tapes (en) (TV) : Geoffrey Darro
- 1974 : Mousey (TV) : David Richardson
- 1974 : Sweet Movie : Mr. Kapital
- 1974 : W de Richard Quine : Arnie Felson
- 1974 : Contre une poignée de diamants (The Black Windmill) : McKee
- 1974 : The Virginia Hill Story (TV) : Nick Rubanos
- 1975 : The Impostor (TV) : Sheriff Turner
- 1975 : Brannigan : Ben Larkin
- 1975 : The Swiss Family Robinson (TV) : Charles Forsythe
- 1975 : Barbary Coast (TV) : Templar
- 1975 : Matt Helm (TV) : Harry Paine
- 1976 : Josey Wales hors-la-loi (The Outlaw Josey Wales) : Fletcher
- 1977 : Une journée particulière (Una Giornata particolare) : Emanuele, le marie d'Antonietta
- 1977 : The Uncanny : Pomeroy
- 1977 : Mary Jane Harper Cried Last Night (TV) : Dr. Orrin Helgerson
- 1977 : Golden Rendezvous : Luis Carreras
- 1978 : Angela : Ben Kincaid
- 1978 : American College (Animal House) : Dean Vernon Wormer
- 1979 : Delta House (série télévisée) : Dean Vernon Wormer
- 1979 : The Sacketts (TV) : Jonathan Pritts
- 1980 : Fantastica : Jim McPherson
- 1980 : La Coccinelle à Mexico (Herbie Goes Bananas) : Prindle
- 1980 : Deux affreux sur le sable (It Rained All Night the Day I Left) : Killian
- 1981 : Métal hurlant (Heavy Metal) : Prosecutor (voix)
- 1981 : The Kinky Coaches and the Pom Pom Pussycats : Coach 'Bulldog' Malone
- 1982 : The Blue and the Gray (feuilleton TV) : Secretary of State Seward
- 1982 : Y a-t-il enfin un pilote dans l'avion ? (Airplane II: The Sequel) : Dr. Stone
- 1983 : Curtains, l'ultime cauchemar (Curtains) : Jonathan Stryker
- 1983 : Les Anges du mal (Chained Heat) : Warden Bacman
- 1984 : Le Sang des autres : Charles
- 1984 : Les Guerriers de la jungle (en) (Euer Weg führt durch die Hölle) : Vito Mastranga
- 1984 : K 2000 (série télévisée) : Cameron Zachary
- 1984 : Les Rues de l'enfer (Savage Streets) : Principal Underwood
- 1985 : MacGyver (série télévisée) : Dave Ryerson (Saison 1, épisode 4)
- 1985 : Vacances de folie (Fraternity Vacation) de James Frawley : Chief Ferret
- 1985 : Hail to the Chief (série télévisée) : Gen. Hannibal Stryker
- 1985 : Doin' Time : Big Mac
- 1986 : Fuzz Bucket (TV) : Principal
- 1986 : Airwolf (Supercopter) (TV) : John Bradford Horn
- 1986 : Le Cheval de feu (Wildfire) (série télévisée) : Wildfire (voix)
- 1987 : Ernest et les joyeuses colonies (Ernest goes to camp) : Sherman Krader
- 1987 : Terminal Exposure : Mr. Karrothers
- 1987 : Nightstick (TV) : Adam Beardsly
- 1987 : Blue Monkey : Roger Levering
- 1988 : Two Men (TV) : Alex Kores
- 1988-1990 : War of the Worlds : Général Wilson
- 1988 : Hostile Takeover : Mayor
- 1988 : Dixie Lanes : Elmer Sinclair
- 1988 : Deadly Stranger : Mr. Mitchell
- 1988 : Les Clowns tueurs venus d'ailleurs (Killer Klowns from Outer Space) : Curtis Mooney
- 1988 : I'm Gonna Git You, Sucka : Mr. Big
- 1989 : Afghanistan - The last war bus (L'ultimo bus di guerra) : Ken Ross
- 1989 : W.B., Blue and the Bean (vidéo) : Mr. Ridgeway
- 1990 : Object of Desire
- 1990 : Mob Story : Don "Luce" Luciano
- 1991 : Mauvaise Rencontre (The Woman Who Sinned) (TV) : Lieutenant Girvetz
- 1992 : Batman : Rupert Thorne (voix)
- 1992 : Wojeck: Out of the Fire (TV) : Dr. Steve Wojeck
- 1992 : The Naked Truth (en) : Von Bulo
- 1993 : Matrix ("Matrix") (série télévisée) : Narrator (voix)
- 1993 : You Me + It (TV) : Irritated Man
- 1993 : The Fire Next Time (TV) : Boudreaux
- 1993 : Agence Acapulco ("Acapulco H.E.A.T.") (série télévisée) : Mr. Smith (1993-1994)
- 1994 : Paris or Somewhere (TV) : Old Mahon
- 1994 : Analyse d'un meurtre (The Forget-Me-Not Murders) (TV) : Boyce
- 1994 : Hostage for a Day (TV) : V.D. Regan
- 1994 : Sodbusters (TV) : Slade Cantrell
- 1995 : Malicious de Ian Corson : Détective Pronzini
- 1995 : The Gnomes Great Adventure : Omar / Master Ghost (voix)
- 1995 : Minus et Cortex ("Pinky and the Brain") (série télévisée) : Additional Voices (voix)
- 1995 : Tel père... tel flic ! (Family of Cops) (TV) : Frank Rampola
- 1996 : L'Incroyable Hulk (série télévisée) : General 'Thunderbolt' Ross (1996-1997) (voix)
- 2000 : Stageghost : Slim
- 2002 : Welcome to America : Det. Golding
- 2002 : Sorority Boys : Old Man
- 2002 : Warrior Angels : Ansgar
- 2003 : Where Are They Now?: A Delta Alumni Update (vidéo) : Vernon Wormer
- 2003 : Batman : La Mystérieuse Batwoman (Batman: Mystery of the Batwoman) (vidéo) : Rupert Thorne (voix)

### Comme producteur
- 1985 : Carmen (TV)